# جاك هاربر
جاك هاربر هو لاعب كرة القدم الكندية كندي، ولد في 1927 في هاميلتون في كندا.